# Willie Walsh
 (juin 2010).
Si vous disposez d'ouvrages ou d'articles de référence ou si vous connaissez des sites web de qualité traitant du thème abordé ici, merci de compléter l'article en donnant les références utiles à sa vérifiabilité et en les liant à la section « Notes et références ».
Pour les articles homonymes, voir Walsh.
Willie Walsh, né le 25 octobre 1961 à Dublin en Irlande, est une personnalité irlandaise du monde des affaires. Il est le directeur général de la compagnie aérienne britannique British Airways de 2005 à   2010, date à laquelle il prend la direction du groupe IAG, poste qu’il occupe jusqu’à sa retraite, en 2020.
Il accepte ensuite de prendre, au printemps 2021, la direction de l'association du transport aérien international.